# Nobuo Fujishima
Nobuo Fujishima (藤島 信雄, Fujishima Nobuo, Akita, 8 april 1950) is een Japans voormalig voetballer die als middenvelder speelde.

## Clubcarrière
In 1966 ging Fujishima naar de Yuri Technical High School, waar hij in het schoolteam voetbalde. Nadat hij in 1969 afstudeerde, ging Fujishima spelen voor Nippon Kokan. Fujishima veroverde er in 1980 de JSL Cup in 1981 de Beker van de keizer. Fujishima beëindigde zijn spelersloopbaan in 1986.

## Japans voetbalelftal
Nobuo Fujishima debuteerde in 1971 in het Japans nationaal elftal en speelde 65 interlands, waarin hij 7 keer scoorde.

## Statistieken
| Japans voetbalelftal | Japans voetbalelftal | Japans voetbalelftal |
| Jaar                 | Wed.                 | Dlp.                 |
| -------------------- | -------------------- | -------------------- |
| 1971                 | 1                    | 0                    |
| 1972                 | 6                    | 0                    |
| 1973                 | 4                    | 0                    |
| 1974                 | 6                    | 0                    |
| 1975                 | 12                   | 3                    |
| 1976                 | 16                   | 3                    |
| 1977                 | 5                    | 0                    |
| 1978                 | 12                   | 1                    |
| 1979                 | 3                    | 0                    |
| Totaal               | 65                   | 7                    |